# Valerianella samolifolia
Valerianella samolifolia là một loài thực vật có hoa trong họ Kim ngân. Loài này được (DC.) A. Gray miêu tả khoa học đầu tiên năm 1883.